# Svojanov
Svojanov (in tedesco Swojanow) è un comune mercato della Repubblica Ceca facente parte del distretto di Svitavy, nella regione di Pardubice.